# Dhatrichia inasa
Dhatrichia inasa är en nattsländeart som beskrevs av Martin E. Mosely 1948. Dhatrichia inasa ingår i släktet Dhatrichia och familjen smånattsländor. Inga underarter finns listade i Catalogue of Life.